# Marquesat de Ciutadilla

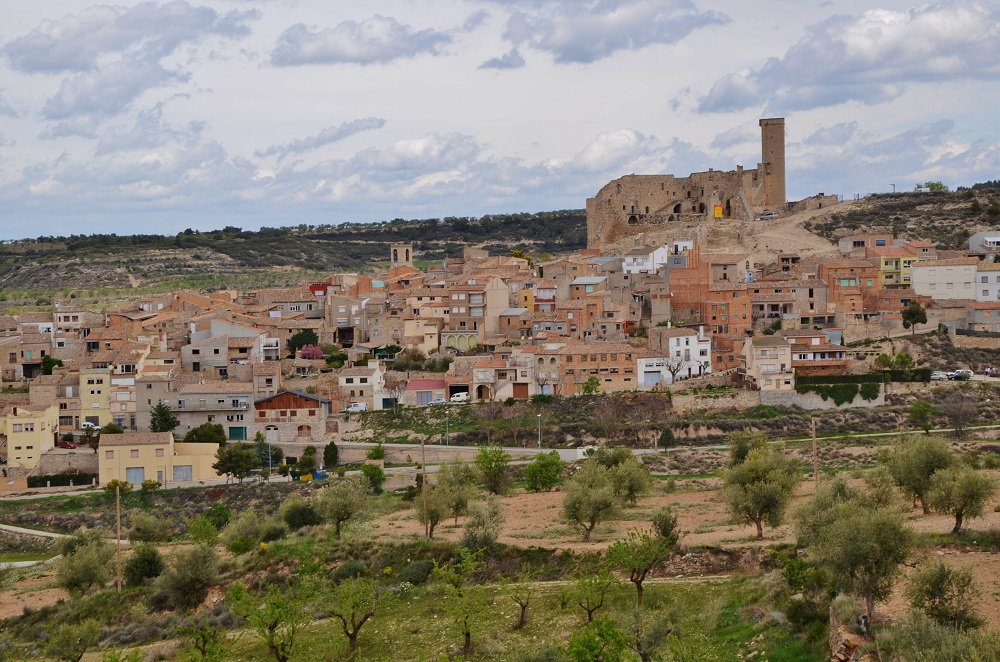
Castell de Ciutadilla, Urgell.

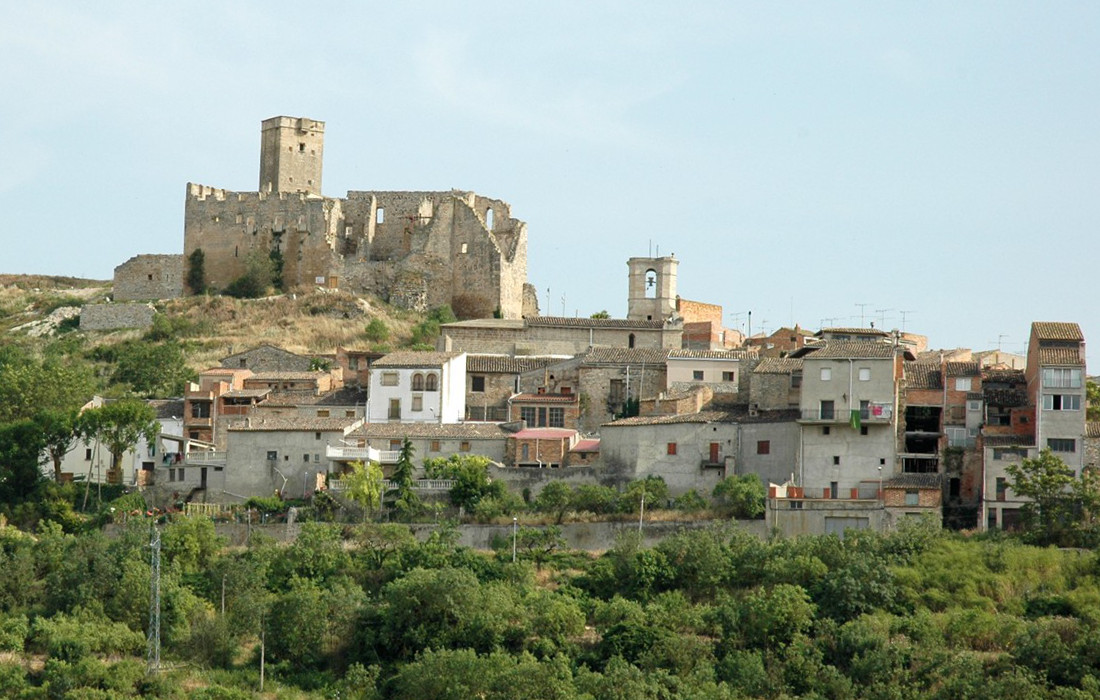
Castell de Ciutadilla, Urgell.

Escut del municipi de Ciutadilla, Urgell.

El Marquesat de Ciutadilla és un títol nobiliari espanyol creat pel rei Felip V el 10 de juliol de 1702 a favor de Josep de Meca-Caçador i de Cartellà, Senyor de Ciutadilla.
Militar de professió, va participar en la Guerra de successió primer en el bàndol borbònic -va ser quan Felip V el va crear marquès de Ciutadilla en 1702- i després va passar al bàndol austriacista -el candidat Carles el va nomenar comte en 1706 i marquès en 1707-. En 1713, considerant inevitable la derrota austriacista, fuig de la ciutat i es refugia al seu castell de Castellar del Vallès. Va estar casat amb Elisabet de Cardona-Rocabertí i de Guimerà, baronessa de Sant Mori i senyora de Ciutadilla. Va morir a Barcelona, en data desconeguda.
El seu actual titular és Joaquín Sagnier i Taramona, XIII marquès de Ciutadilla.

## Marquesos de Ciutadilla[5]
|                       | Titular                                             | Període               |
| Creat pel rei Felip V | Creat pel rei Felip V                               | Creat pel rei Felip V |
| --------------------- | --------------------------------------------------- | --------------------- |
| I                     | Josep de Meca-Caçador i de Cartellà                 | 1702-1715             |
| II                    | Antoni de Meca-Caçador i de Cardona                 | 1715-1755             |
| III                   | Ramon de Meca-Caçador i de Cardona                  | 1755-1757             |
| IV                    | Antoni de Meca-Caçador-Cardona i de Beatrin         | 1757-1788             |
| V                     | Antoni Cortés-Andrade i Meca                        | 1788-1824             |
| VI                    | Francesc de Paula Gassol de Sentmenat i de Clariana | 1824-1845             |
| VII                   | Joaquim María Gassol de Sentmenat i de Villalonga   | 1845-1857             |
| VIII                  | Ramon Maria de Sentmenat i Despujol                 | 1857-1892             |
| IX                    | Joaquim de Sentmenat i Patiño                       | 1892-1920             |
| X                     | Joaquim de Sentmenat i de Sarriera                  | 1920-1968             |
| XI                    | María de las Mercedes de Sentmenat i Sarriera       | 1970-1971             |
| XII                   | Joaquín Sagnier i de Sentmenat                      | 1971-2002             |
| XIII                  | Joaquín Sagnier i de Taramona                       | 2002-actualitat       |

## Història dels marquesos de Ciutadilla
- Josep de Meca-Caçador i de Cartellà, I marquès de Ciutadilla.

1. Casat el 1661 amb Elisabet de Cardona-Rocabertí i de Guimerà, senyora de Ciutadilla (1673/1674-1724), senyoriu sobre el que li fou concedit a ell el marquesat.

El va succeir el seu fill:
- Antoni de Meca-Caçador i Cardona, II marquès de Ciutadilla.

1. Casat el 1723 amb Maria Sanglada Puigdorfila.

Sense descendència, el va succeir el seu germà:
- Ramon de Meca-Caçador i Cardona, III marquesa de Ciutadilla.

1. Casat el 1723 amb Mariàngela Beatrin.

El va succeir el seu fill:
- Antoni de Meca-Caçador-Cardona i de Beatrin, IV marquès de Ciutadilla.

Sense descendència, el va succeir el seu nebot:
- Antoni Cortés-Andrade i Meca, V marquès de Ciutadilla, fill de Paula Meca, germana de l'anterior, i d'Antoni Cortés-Andrade.

1. Casat amb Maria Anna de Paguera.

Sense descendència, el va succeir el seu parent llunyà:
- Francesc de Paula Gassol de Sentmenat i de Clariana (1764-1845), VI marquès de Ciutadilla, IV marquès de Sentmenat, V Comte de Múnter.

1. Va casar amb Maria Antònia de Vilallonga i Grimau. El va succeir el seu fill:

- Joaquim Maria Gassol de Sentmenat i de Vilallonga (1800-1884), VII marquès de Ciutadilla, V marquès de Sentmenat,  VI Comte de Múnter, Gran d'Espanya.

1. Va casar amb Maria Francesca Despujol i Ferrer de Sant Jordi.

Al comtat de Múnter el va succeir el seu fill primogènit Joaquim de Sentmenat i Despujol, VII comte de Munter, qui va morir sense descendència, succeint-li el seu nebot Joaquim de Sentmenat i Patiño (1863-1924), fill del seu germà Ramon Maria de Sentmenat i Despujol (1829-1892).
En el Marquesat de Ciutadilla, Marquesat de Sentmenat i Grandesa d'Espanya el va succeir el seu fill menor:
- Ramon Maria de Sentmenat i Despujol (1829-1892), VIII marquès de Ciutadilla, VI marquès de Sentmenat, Gran d'Espanya.

1. Va casar amb Inés de Patiño y de Osorio. El va succeir el seu fill:

- Joaquim de Sentmenat i Patiño (1863-1924), IX marquès de Ciutadilla, VII marquès de Sentmenat,  VIII Comte de Múnter, Gran d'Espanya

1. Va casar amb Joaquina de Sarriera i de Vilallonga.

En el Comtat de Múnter el va succeir la seva filla Maria Mercè de Sentmenat i Sarriera (1899-1992), IX comtessa de Múnter.
En el Marquesat de Ciutadilla, Marquesat de Sentmenat, i Grandesa d'Espanya, el va succeir el seu fill.
- Joaquim de Sentmenat i Sarriera (1893-1968), X marquès de Ciutadilla, VIII marquès de Sentmenat, Gran d'Espanya

1. Va casar amb María de la Soledad Osorio de Moscoso y Reynoso (1901-1975), IV duquessa de Santángelo i Gran d'Espanya. Era filla de Francisco d'Assís Osorio de Moscoso y Jordán de Urríes, XIX duc de Sessa, XIX duc de Maqueda, XIX marquès d'Astorga, XII marquès de l'Àguila, XXI comte de Trastámara, XVI comte d'Altamira, XXI comte de Cabra, i de María dels Dolores Reynoso y Queralt, XI comtessa de Fuenclara. Sense descendència. El va succeir la seva germana:

- Maria Mercè de Sentmenat i Sarriera (1899-1992), XI marquesa de Ciutadilla, IX marquesa de Sentmenat, IX Comtessa de Múnter, Gran d'Espanya

1. Va casar amb Antonio Sagnier i Costa (1887-1938).

En el Comtat de Múnter ls va succeir el seu fill menor: Luis Sagnier i de Sentmenat (1933-2005), X comte de Múnter.
En els altres títols, ls va succeir el seu fill primogènit:
- Joaquín Sagnier i de Sentmenat (†2021), XII marquès de Ciutadilla, X marquès de Sentmenat, Gran d'Espanya

1. Va casar en primeres noces amb María del Pilar de Taramona i de Sarriera (1933-1991), del matrimoni del qual van néixer quatre fills: Alejandra, Joaquín, Antonio i Alonso Sagnier i de Taramona.
2. Va casar en segones noces amb María Victoria Monche Maristany (1944-).

Manté el Marquesat de Sentmenat i la Grandesa d'Espanya que va unida al títol.
En el Marquesat de Ciutadilla, el va succeir inter vivos, el 10 de desembre de 2002, el seu primogènit:
- Joaquín de Sagnier i Taramona (1961-), XIII marquès de Ciutadilla

Actual titular.